# St. Jakobus (Reichenbach bei Oberstdorf)

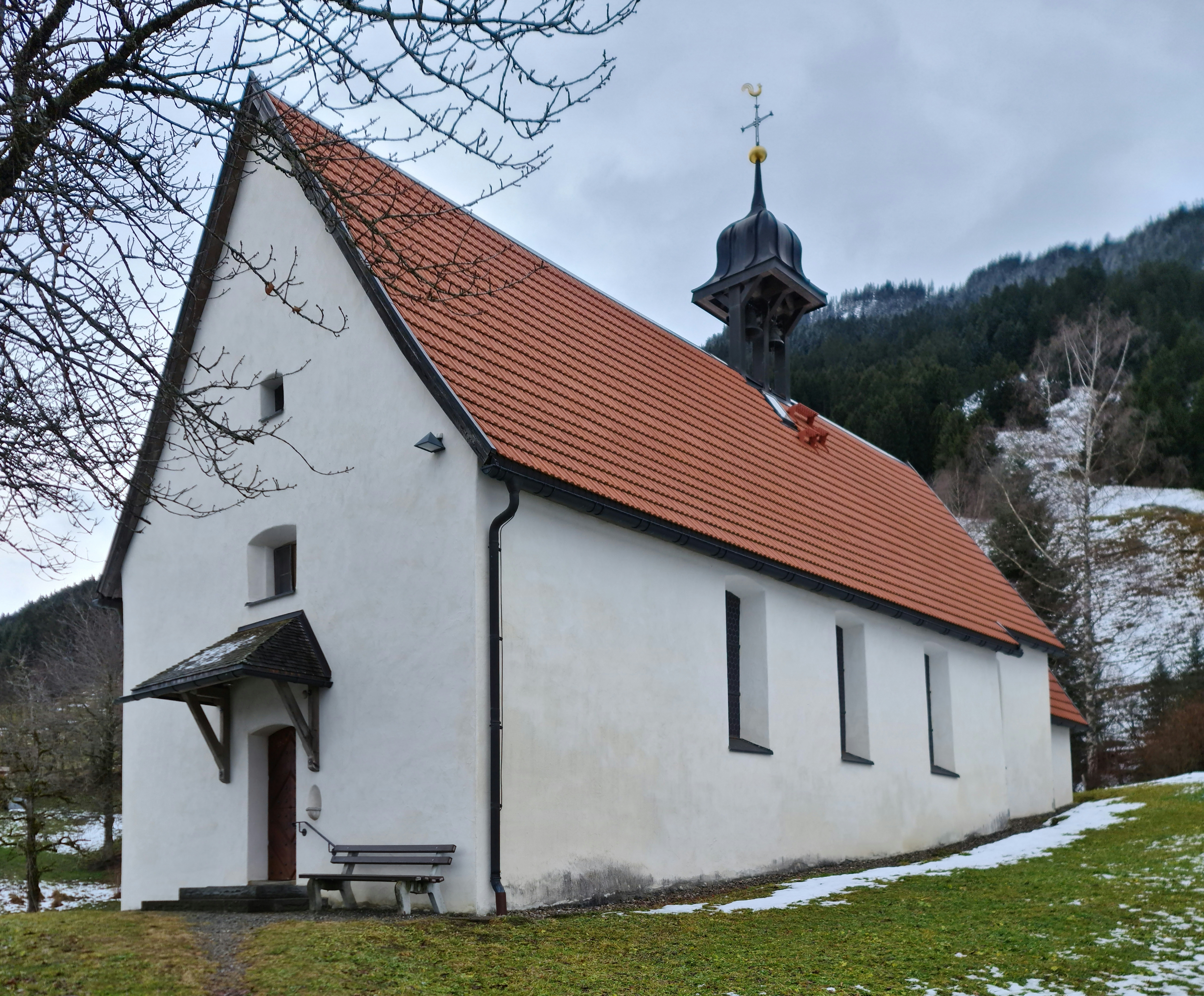
St. Jakobus in Reichenbach

Innenansicht mit Blick zum Chor

Die Kapelle St. Jakobus, ein 1540 errichteter und 1764 barockisierter Bau in der Größe einer Filialkirche, steht etwas außerhalb des Dorfes Reichenbach bei Oberstdorf im Oberallgäu. Der denkmalgeschützte Sakralbau gehört zur Pfarrei Schöllang.

## Geschichte
Das Kirchlein wurde unter Beibehaltung der Umfassungsmauern des Chores eines gotischen Vorgängerbaus im Jahre 1540 errichtet. Dies ist nachweisbar anhand eines Steinmetz-Meisterzeichens im gotischen Dachstuhl, außerdem stammt eine Glocke aus dieser Zeit. Bei der Renovierung von 1764 durch Maurermeister Jörg Schratt aus Hinang wurde der Sakralbau im Innern umgestaltet und eine Sakristei angebaut. Weitere Renovierungen erfolgten von 1952 bis 1953 und von 1998 bis 2007. 

## Architektur

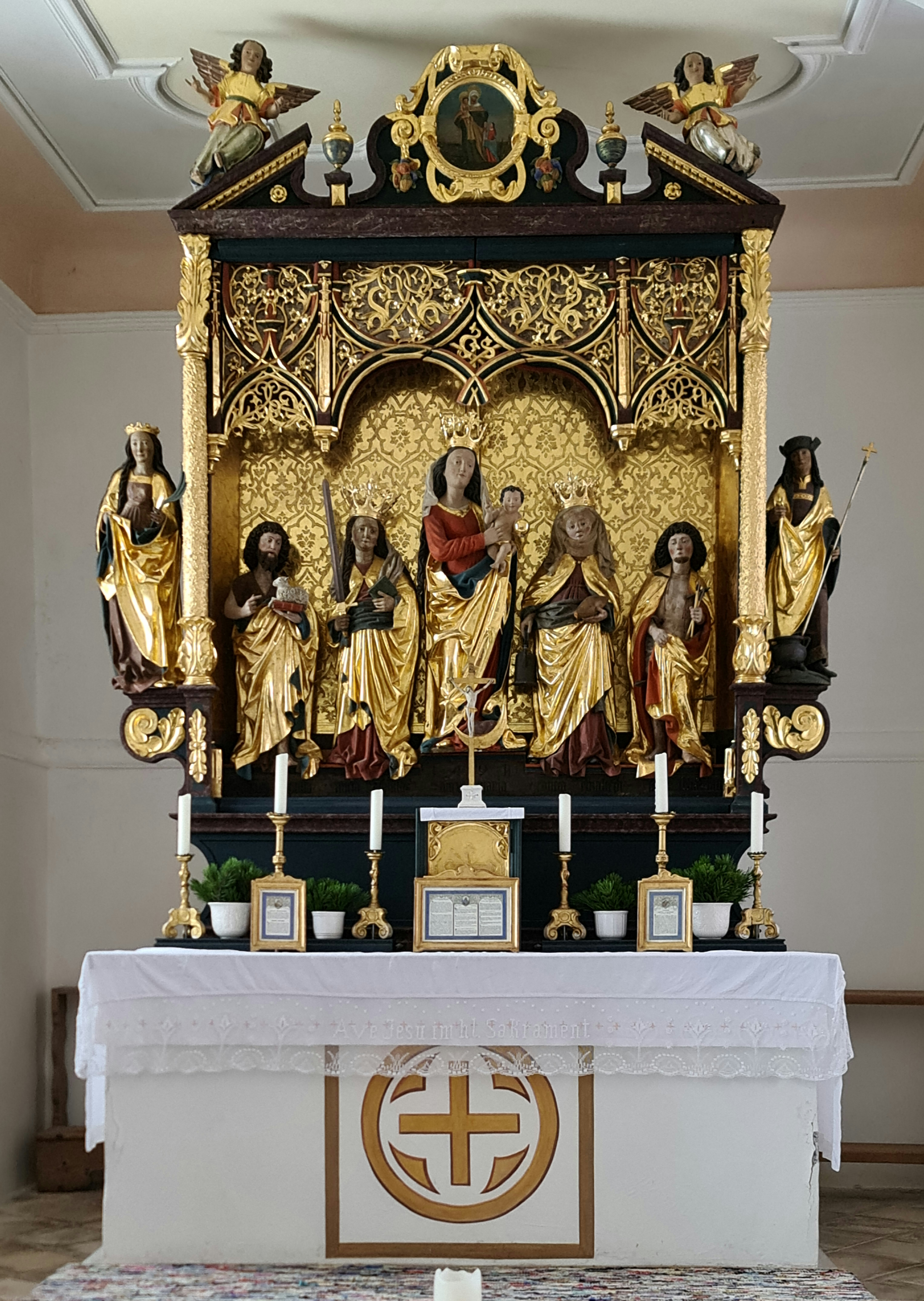
Der spätgotische Schnitzaltar von 1495

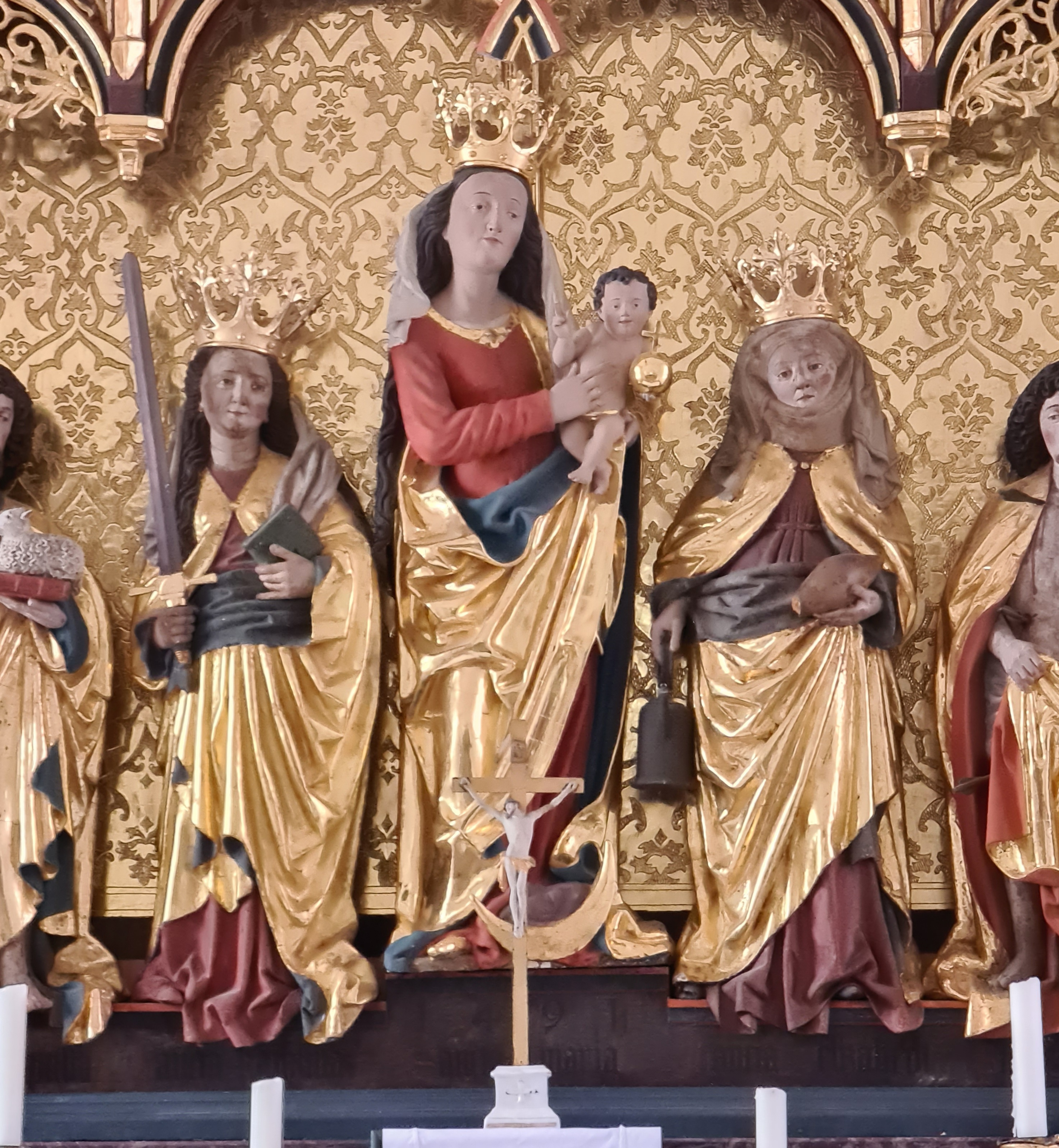
Detail des Hochaltars

Die für eine Dorfkapelle gewaltigen Innenausmaße ― Langhauslänge/-breite 1230/601 cm, Chorlänge/-breite 465/450 cm ― verteilen sich auf ein langgezogenes flaches Langhaus und einen eingezogenen unregelmäßigen Chor, der gerade abschließt. Mittig sitzt ein kleiner offener Firstdachreiter mit Zwiebelhaube auf.
Im Innenraum besitzt die Kapelle eine flache, stuckgerahmte Putzdecke. Die steinerne Empore greift 370 cm weit in den Kapellenraum ein. Der Chorbogen ist seitlich und von der Decke weit eingezogen und gibt erst kurz vor dem Chor vollständig den Blick auf den Hochaltar frei.

## Ausstattung
Der im Kern spätgotische Choraltar datiert von 1495, wie eine aufgemalte Inschrift am Sockel der Muttergottes angibt, jedoch unter Verwendung älterer Figuren von einem älteren Altar (um 1470 und 1479). Er stand ursprünglich in der Schöllanger Marienkapelle, zu deren Patrozinium dieser Marienaltar auch passte. Da die Pfarrbeschreibung von 1593 für die Reichenbacher Kapelle drei Altäre zu Ehren der Heiligen Drei Könige sowie der Heiligen Jakobus und Anna angibt, wird der Altar wohl erst nach diesem Zeitpunkt in die Kapelle von Reichenbach übertragen worden sein. Der Rahmen wurde in der ersten Hälfte des 17. Jahrhunderts – möglicherweise aus Anlass der Übertragung des Altars  – in frühbarocken Formen erneuert: Seitlich schließen zwei Säulen mit Blattkelchbasen und Volutenkonsolen den Schrein ab; sie tragen einen gesprengten Dreiecksgiebel mit Engeln, Vasen und einem kleinen Gemälde der heiligen Anna selbdritt. Auf den seitlichen Volutenkonsolen stehen zwei, unter dem gotischen Maßwerk im quadratischen Schrein stehen fünf weitere rundplastische Heiligenfiguren vor der vergoldeten, mit einem Brokatmuster verzierten Rückwand.
Ältere Fotos zeigen die sieben Figuren in der folgenden Reihenfolge (von links nach rechts): Elisabeth (auf der Konsole), Johannes der Täufer, Vitus, Maria mit Kind, Crescentia, Sebastian und Katharina (auf der Konsole). Doch diese entsprach nicht der ursprünglichen Anordnung, wie sie aus aufgemalten Inschriften am Schreinsockel abzulesen ist: „s iohaes baptista, sancta kathrina, sancta maria, sancta elisabeth, sanctus sebastian“. Nimmt man zu diesen fünf Figuren noch die beiden auf den seitlichen Konsolen hinzu, ergibt sich die folgende rekonstruierte Anordnung, wie sie heute zu sehen ist: Crescentia (auf der Konsole), Johannes der Täufer, Katharina, Maria mit Kind, Elisabeth, Sebastian und Vitus (auf der Konsole).
Dadurch ergibt sich eine symmetrische Anordnung von links und rechts einander paarweise entsprechenden Figuren: Im Zentrum steht die Gottesmutter Maria mit dem Kind im Typus der Mondsichelmadonna. Sie wird flankiert von der heiligen Katharina von Alexandria (links, mit Schwert und Buch) und der heiligen Elisabeth von Thüringen (rechts, mit Schleier, Brotlaib und Henkelkanne), die als Königstöchter jeweils eine Krone tragen. Weiter nach außen hin schließen sich im Schrein die heiligen Johannes der Täufer (links, mit härenem Gewand, Lamm und Buch) sowie Sebastian (rechts, mit Pfeilen) an. Außen auf den Konsolen stehen die frühchristlichen Märtyrer Vitus (Veit, rechts, mit Kessel) und seine Amme Crescentia (links, mit Märtyrerpalme und -krone). 
Die Figuren stammen aus verschiedenen Jahrzehnten und Memminger, Kemptener oder Ulmer Werkstätten. Die Herkunft aus unterschiedlichen Zusammenhängen ist bereits an ihrer uneinheitlichen Höhe zu erkennen. Katharina und Elisabeth sind (ohne Kronen) merklich größer als die vier äußeren Figuren, und die zentrale Marienfigur überragt sie alle. Für unterschiedliche Gruppen von Figuren wurden als Künstler vorgeschlagen: Ivo-Strigel-Werkstatt (Memmingen, unter Syrlin-Einfluss), Mitarbeiter der Ulrich-Mair-Werkstatt (Kempten, teilweise nach Vorbild von Hans Multscher), Meister des Imberger Altars (in der Nachfolge Hans Multschers), Meister des Wirlingser Ursulaschiffs (Allgäu). Zu berücksichtigen sind neben der inschriftlichen Jahreszahl „1495“ auch das überlieferte Weihedatum 1479 des Schöllanger Hochaltars und die bemalte Außenseite der Altarrückwand.
Dieses meist um 1470 datierte Bild der Altarrückwand zeigt den Tod Mariens und hängt seit 1952 an der südlichen Langhauswand der Kapelle. Die früher vorgeschlagene Zuschreibung an Hans Strigel den Jüngeren wird heute abgelehnt, und das Bild gilt als Werk eines unbekannten Meisters.

Der Innenraum nach Westen mit der neugotischen Empore

Der linke Seitenaltar von 1610 zeigt auf dem Hauptgemälde eine Darstellung der Himmelfahrt Mariens und im Auszugsbild die Marienkrönung. Auf der Mensa steht seit 1947 eine Figur, welche die in Fátima verehrte Muttergottes darstellt.
Der rechte Seitenaltar von 1652 zeigt als Altarblatt eine Darstellung der Kreuzabnahme Christi. Im Auszug ist die Figur des Kapellenpatrons zu sehen. Zu Füßen Jakobus des Älteren stehen ein Kapellenmodell, vermutlich der Vorgängerbau, sowie als Erkennungszeichen des Heiligen die Jakobsmuschel.
An der nördlichen Seitenwand befinden sich die Figuren der Heiligen Wendelin, Antonius von Padua und Franziskus aus dem frühen 18. Jahrhundert. Die Kanzel wurde in der zweiten Hälfte des 18. Jahrhunderts angefertigt. Die an der Nordwand angebrachte Kreuzigungsgruppe stammt aus dem 17. Jahrhundert. Die Emporenbrüstung wurde im 19. Jahrhundert mit neugotischen Motiven verändert.

Linker Seitenaltar
Rechter Seitenaltar
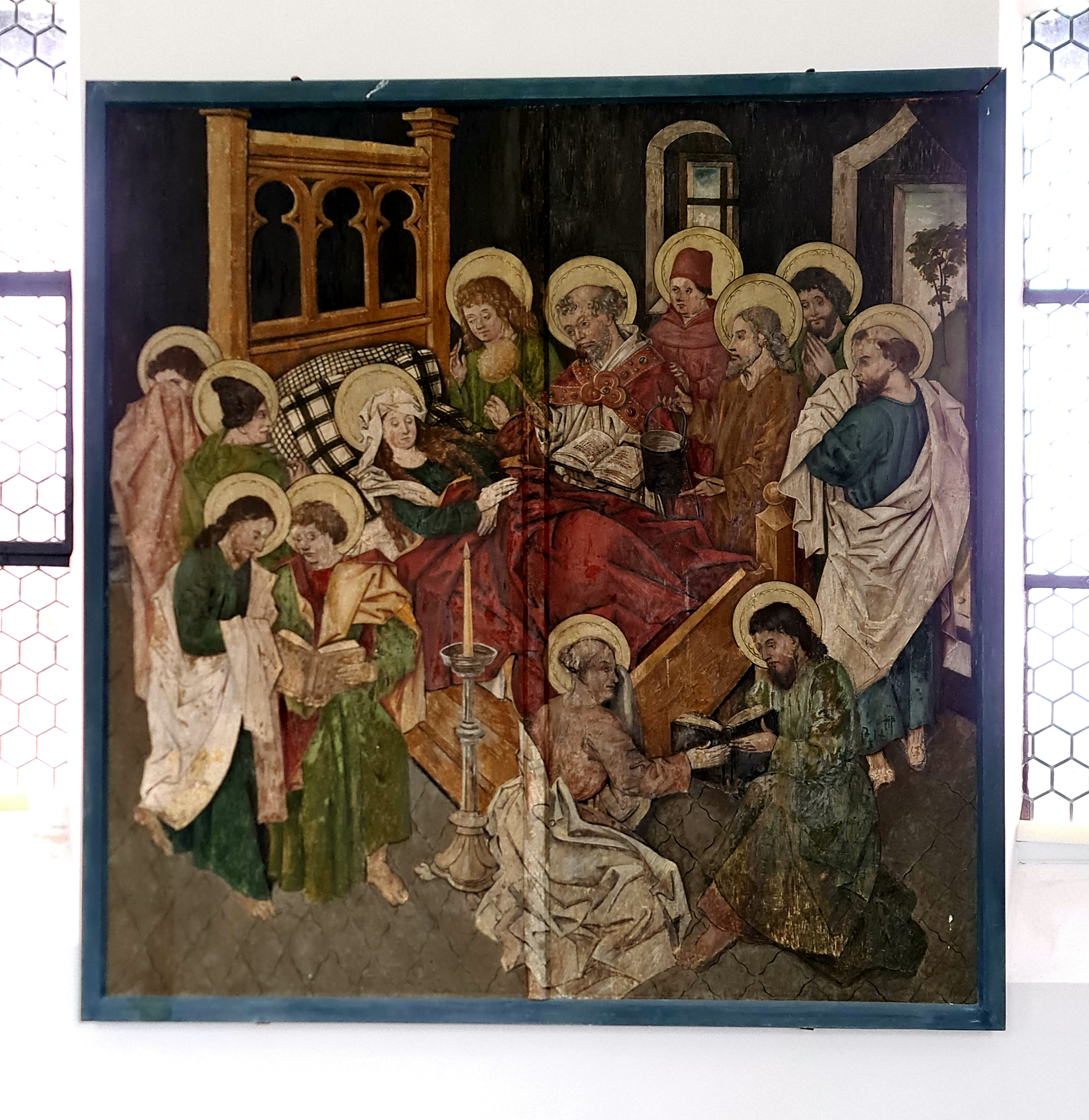
Abgenommene Altarrückwand mit Tod Mariens